# Henri Vacquin
Henri Vacquin, né en 1939 est un sociologue et militant français, membre du parti communiste français et secrétaire de l'UEC jusqu'en 1965.

## Biographie
Henri Vacquin naît dans une famille ouvrière d'origine italienne (Val d'Aoste) et profondément communiste, est élevé à Bezons (Val-d'Oise) et milite très tôt dans les organisations de jeunesse du parti communiste.
En 1951, il participe au congrès mondial des jeunesses communistes à Berlin est. Il crée lors du putsch d’Alger le Front Universitaire Antifasciste (FUA), il est entretemps devenu secrétaire national des étudiants communistes (UEC) puis gérant de Clarté, le périodique de l’UEC. Il fait alors partie du groupe anti stalinien réformiste dit des « Italiens ». 
Exclu du PCF en 1965, seize à dix-sept ans plus tard en janvier 1982 dans une tribune du Monde, il réagit à l'état de siège en Pologne, en assimilant le communisme à "la mort". Il demande alors à ce qu'en cas d'invasion de son voisin par l'Armée rouge, les quatre ministres communistes soient aussitôt, en France, expulsés du gouvernement Mauroy.  
Parallèlement il se tourne vers la sociologie du travail et intègre successivement le « Groupe de Louveciennes » un cabinet d’étude et de conseil en matière sociale puis la « Compagnie Générale d’Organisation » (CGO) avant de créer son cabinet « Henri Vacquin Consultants » en 1972. Lequel est consacré à l’Analyse des causes des conflits du travail impliquant Direction et Syndicats « lassé, dit il qu’il est de voir acheter lors des grèves la reprise du travail plutôt que de nommer et de négocier la résolution des nuisances  à leurs sources ».
Sa première analyse sera menée en 1972 chez Airélec dans la Métallurgie, la dernière à France Télévisions en 2014.
Il aura entretemps :
- en 1975 créé une lettre confidentielle à destination des dirigeants patronaux et syndicaux La Conjoncture sociale[1]  devenue aujourd’hui MÉTIS (Correspondance Européenne du travail)
- en 1983 créé le Groupe d’Analyse Sociétal et Social GASS pour apprécier l’impact des phénomènes sociétaux sur les comportements sociaux-managériaux dans l’entreprise. Il réunit des DRH d'entreprises publiques et privées de branches différentes.
- en 1986 publié Paroles d’entreprise, avec Yvon Minvielle, au Seuil[2]
- en 1996 Le sens d’une colère, avec Yvon Minvielle, chez Stock[3],[4]
- en 2008 Mes acquis sociaux au Seuil[5],[6],[7],[8],[9]

## Publications
- 1986 : Paroles d’entreprise, avec Yvon Minvielle, au Seuil[10]
- 1996 ; Le sens d’une colère, avec Yvon Minvielle, chez Stock[11]
- 2008 : Mes acquis sociaux au Seuil[12]